# Club Me
Club Me è il secondo EP del gruppo musicale statunitense The Offspring, pubblicato nel 1997 per i soli membri del fan club ufficiale della band.
Delle tre canzoni presenti nel disco la prima, I Got a Right, è una reinterpretazione che nel CD è accreditata a Iggy Pop. La seconda, D.U.I. (Driving Under Influence), originariamente è stata pubblicata nel singolo Gone Away, pubblicato nello stesso anno. È l'unica canzone degli Offspring presente nel CD, infatti la terza e ultima traccia, Smash It Up, è una reinterpretazione di una canzone dei The Damned, rock band degli anni '70 ed è anche presente nella colonna sonora del film Batman Forever.

## Tracce
1. I Got a Right (cover dei The Stooges)
2. D.U.I.
3. Smash It Up (cover dei The Damned)

## Formazione
- Dexter Holland - voce, chitarra
- Noodles - chitarra
- Greg K - basso
- Ron Welty - batteria